# Тростинка на ветру (фильм)
«Тростинка на ветру» — советский двухсерийный художественный телефильм по одноимённой повести Георгия Маркова.

## Краткое содержание
Варя заканчивает школу, её родители разводятся, а бабушка философствует о смысле жизни. Друг Вари Миша в неё влюблён, но не до конца понимает. Не имея с собой документов, Варя решает поехать к своей сестре в город, ведь там кипит настоящая жизнь. Сосед сестры Виссарион Аркадьевич помогает Варе поступить в институт, но вскоре его переводят по службе в Ленинград, и Варя возвращается в свою деревню, а потом и Мишу забирают в армию…

## В ролях
- Ольга Мелихова — Варя
- Александр Пороховщиков — Виссарион Аркадьевич
- Андрей Дударенко — Прохор Федосеевич
- Андрей Толубеев — Валерий Николаевич
- Татьяна Лебедькова — Надя, сестра Вари
- Алексей Алфёров — Мишка
- Зинаида Адамович — бабушка Вари
- Виктор Михайлов
- Николай Насонов
- Сергей Пижель

## Съёмочная группа
- Автор сценария: Георгий Марков, Эдуард Шим (по одноименной повести Георгия Маркова)
- Режиссёр: Виктор Аристов
- Оператор: Юрий Воронцов
- Художник: Георгий Кропачев
- Композитор: Аркадий Гагулашвили
- Звук: Элеонора Казанская